# Ниједан од понуђених одговора
Ниједан од понуђених одговора (скраћено НОПО) је бивша политичка странка у Србији, била је про форме регистрована као партија која заступа влашку националну мањину. Прва оснивачка скупштина НОПО-а је одржана 14. октобра 2010. године у Београду. За првог председника је изабран Никола Тулимировић. Као повод за оснивање странке наведено је „дуготрајно незадовољство постојећим политичким чиниоцима“.

## Историја
Непуних месец дана по усвајању Закона о политичким странкама у Народној скупштини, НОПО је Уставном суду поднео иницијативу за оцену уставности овог закона. У иницијативи се, између осталог, истиче да закон онемогућава политичко удруживање и уводи дискриминацију по имовном стању.
Применом Закона о политичким странкама, НОПО је 23. априла 2010. обрисан из Регистра политичких организација. Убрзо потом су чланови најавили да ће обновити, тј. поново основати Ниједан од понуђених одговора, овога пута као мањинску партију, јер нису желели да на име такси за оснивање уплате више од 2.600.000 динара, колико је по тада важећим законима било потребно за регистрацију странке која није мањинска.
Друга оснивачка скупштина је одржана 2. јула 2010. у Београду, а НОПО је у Регистар политичких странака уписан тек 3. новембра 2010. године. Континуирано политичко деловање НОПО-а је почело око годину дана касније.

## Изборна платформа 2012.
У својој изборној платформи за парламентарне изборе одржане 6. маја 2012. године, партија се залаже за увођење „персонализованог изборног система“, тј. за избор народних посланика на принципу отворених изборних листа. Такође, у платформи стоји да се НОПО залаже за ефикасно запошљавање, непосредно бирање општинских јавних тужилаца и чишћење администрације и јавних предузећа.
НОПО се залагала за расписивање референдума о придруживању Европској унији и НАТО-у, и поступање у складу са његовим резултатима.
У изборној платформи странке није се помињала влашка национална мањина.

### Иницијатива за спас Србије
Председник НОПО-а је иницијално подржао рад на „Иницијативи за спас Србије“, документу касније објављеном у Новој српској политичкој мисли, али је у јулу 2012. јавно одрекао подршку иницијативи. Истакнути разлог је немогућност сарадње са НСПМ-ом, као последица различитих система вредности, због чега НОПО нема и не жели да има утицај на садржај и формат документа који, према Николи Тулимировићу, не одговара раније постигнутим договорима. Тулимировић је тада као примере истакао да НОПО не подржава увођење смртне казне, безусловну двогодишњу отпремнину за отпуштене раднике, као ни многе друге тачке ове иницијативе. НСПМ се овим поводом није изјашњавао.

## Деловање

### Избори за Скупштину општине Вождовац
На поновљеним изборима за Скупштину општине Вождовац, одржаним 6. децембра 2009. године, НОПО је наступио са листом од 39 кандидата (бира се 56 одборника) и заузео је 9. место од 14 листа, са освојених 0,83% гласова изашлих бирача.

### Општи избори 2012.
На изборима за Народну скупштину, партија се кандидовала као партија влашке мањине. Изборна листа странке Ниједан од понуђених одговора је добила 0,59%, или 22.905 гласова, чиме је странка освојила један посланички мандат, који је додељен првом на листи, председнику Николи Тулимировићу.